# P.T. Barnum
P.T. Barnum, właśc. Phineas Taylor Barnum (ur. 5 lipca 1810 w Bethel, zm. 7 kwietnia 1891 w Bridgeport) – amerykański przedsiębiorca, impresario, przedsiębiorca cyrkowy (założyciel Barnum & Bailey Circus), polityk. Uważany za jednego z prekursorów nowoczesnego przemysłu rozrywkowego i reklamy.
W Bridgeport znajduje się muzeum Barnuma.
W 2017 roku premierę kinową miał film Król rozrywki (ang. The Greatest Showman), którego scenariusz został oparty na biografii Barnuma. W rolę przedsiębiorcy wcielił się Hugh Jackman.